# Fabienne Buccio
Pour les articles homonymes, voir Buccio.
Fabienne Buccio, née Grimaud, le 30 novembre 1959 à Gap (Hautes-Alpes), est une haute fonctionnaire française.
Après avoir fait une carrière de plus de 20 ans dans différentes préfectures, elle est titularisée préfète en 2007, où elle est nommée dans 4 départements, en Mayenne, dans l'Eure, dans la Loire, puis dans le Pas-de-Calais, où elle était chargée notamment de la situation créée à Calais par la présence de migrants qui souhaitent se rendre au Royaume-Uni et la constitution d'un camp de migrants et de réfugiés.
En mars 2017, elle devient préfète de région, où elle est nommée préfète de la région Normandie et de Seine-Maritime ; puis, en mars 2019, en remplacement de Didier Lallement, appelé en urgence à diriger la préfecture de police de Paris pendant la crise des Gilets jaunes, elle devient préfète de la région Nouvelle-Aquitaine et de Gironde. Elle est, depuis le 11 janvier 2023, préfète de la région Auvergne-Rhône-Alpes et du Rhône.

## Biographie

### Enfance et études
Fabienne Grimaud est née à Gap, dans les Hautes-Alpes. Elle a un grand-père italien qui a fui le fascisme et des parents d'une famille modeste. Son père, Georges Grimaud, était peintre en bâtiment et sa mère femme de ménage,. Elle a épousé Alain Buccio en 1981.
Après un DUT de gestion des entreprises et des administrations, elle obtient une maîtrise de droit public, puis réussit le concours de l'Institut régional d'administration de Lyon.
Le 1er janvier 1983, elle est nommée attachée à la préfecture des Alpes-de-Haute-Provence, responsable du bureau d'accueil des entreprises, puis passe dans différents services, à la préfecture des Hautes-Alpes, de l'Orne, de la Haute-Loire. En juillet 1998, elle devient sous-préfète de 2e classe en Corrèze, où elle est remarquée par Jacques Chirac. En septembre 2000, elle est nommée sous-préfète de Bayeux, et le 2 juin 2003, elle est mise à disposition auprès de la présidence de la République en qualité de chargée de mission. Son mari change d'activité pour suivre ses diverses affectations en France.

### Haut fonctionnaire
Le 7 mars 2007, elle devient préfète de la Mayenne, puis préfète de l'Eure à partir d'avril 2009. Un mois après son arrivée, elle se retrouve avec un Teknival rassemblant 25 000 personnes à gérer : « J'ai vu une ville se construire sous mes yeux. C'est impressionnant ». « Mon bureau est un lieu de neutralité. Très souvent, dans un dossier, les antagonistes ne peuvent pas se parler. Ils nous demandent d'intercéder. C'est passionnant – on fait du droit, de l'ordre public, de l'urbanisme, on s'occupe d'agriculture ou de champs d'épandage – et c'est compliqué, parce qu'on ne peut pas être à la pointe partout et qu'aujourd'hui, quand je signe un arrêté, j'ai une chance sur deux de me retrouver en justice. Les recours sont devenus quasi systématiques », explique-t-elle sur son rôle de préfet.
En 2011, elle est nommée préfète de la Loire à Saint-Étienne, puis en février 2015, préfète du Pas-de-Calais. à Arras, avec une mission : créer un camp de réfugiés et de migrants en dehors de la ville pour y déplacer les bidonvilles des migrants qui veulent se rendre en Angleterre, dans la zone industrielle de Calais et dans les squats du centre de Calais. Le camp se transforme dans un urbanisme de bric et de broc. Les conditions de vie s'y détériorent, des violences apparaissent. Elle cherche à contenir, voire à démanteler ce camp baptisé « jungle de Calais », et déplacer les personnes qui s'y abritent vers le camp de conteneurs installé par l’État ou, si elles demandent l’asile en France, vers un centre d’accueil et d’orientation.
Le 15 février 2017, Fabienne Buccio est nommée en Conseil des ministres préfète de la région Normandie, préfète de la Seine-Maritime (hors classe), à compter du 6 mars 2017. Elle remplace à ces fonctions Nicole Klein, nommée préfète de la région Pays de la Loire, préfète de la Loire-Atlantique (hors classe) à la même date.
Le 10 mars 2019, Fabienne Buccio est nommée au conseil d’administration de l’Agence de l’environnement et de la maîtrise de l’énergie (Ademe) en tant que représentante de l’État à la place de Nicole Klein, qui a alors rejoint le ministère de la Transition écologique et solidaire le 1er novembre 2018  en tant que directrice de cabinet du ministre François de Rugy. Cependant, Fabienne Buccio demeure préfète de Normandie.
Le 27 mars 2019, elle est nommée en Conseil des ministres préfète de la région Nouvelle-Aquitaine, préfète de la zone de défense et de sécurité Sud-Ouest, préfète de la Gironde (hors classe), en remplacement de Didier Lallement, nommé en urgence préfet de police de Paris. Elle est la première femme à occuper ce poste dans la région Nouvelle-Aquitaine et en Gironde.
Elle multiplie les expulsions de squats et de bidonvilles de la métropole bordelaise, politique qui est dénoncée par les associations et les collectivités qui doivent pallier ces situations sociales rendues encore plus difficiles.

## Mandats
Fabienne Buccio a été :
- Sous-préfète de Corrèze, directrice de cabinet du préfet, de 1998 à 2000
- Sous-préfète de Bayeux (Calvados), de 2000 à 2003
- Préfète de la Mayenne de 2007 à 2009
- Préfète de l'Eure de 2009 à 2011
- Préfète de la Loire de 2011 à 2015
- Préfète du Pas-de-Calais de 2015 à 2017
- Préfète de la Seine-Maritime et de la Région Normandie de 2017 à 2019
- Préfète de la Gironde et de la Région Nouvelle Aquitaine à partir de 2019
- Préfète de la région Auvergne-Rhône-Alpes, préfète de la zone de défense et de sécurité Sud-Est, préfète du Rhône à partir de 2023[12]

## Décorations
- Officière de la Légion d'honneur (2016[13])
  -  Chevalière de la Légion d'honneur (2008[14])
- Commandeure de l'ordre national du Mérite ( 2019[15])
  -  Officière de l'ordre national du Mérite (2012[16])
  -  Chevalière de l'ordre national du Mérite (2000[17])
- Chevalier de l'ordre des Palmes académiques
- Officier de l'ordre du Mérite agricole (2024)[18]
- Officière de l'ordre du Mérite maritime Elle est directement faite officière le 16 janvier 2019[19].